# Mickey Johnson
Wallace Edgar "Mickey" Johnson (Chicago, Illinois, 31 de agosto de 1952) es un exjugador de baloncesto estadounidense que disputó doce temporadas en la NBA. Con 2,08 metros de estatura, jugaba en la posición de ala-pívot. Es el tío del también jugador Linton Johnson.

## Trayectoria deportiva

### Universidad
Jugó durante cuatro temporadas con los Spartans de la Universidad de Aurora, en las que promedió 26,1 puntos y 20,9 rebotes por partido. Es el máximo anotador y reboteador de la historia de su universidad.

### Profesional
Fue elegido en la quincuagésima posición del Draft de la NBA de 1974 por Portland Trail Blazers, y también por los Carolina Cougars en la cuarta ronda del Draft de la ABA, siendo traspasado por los Blazers a los Chicago Bulls a cambio de una futura tercera ronda del draft. Allí, tras una temporada en la que jugó muy pocos minutos, al año siguiente se convirtió en titular, siendo el segundo mejor anotador del equipo tras Bob Love, con 15,3 puntos por partido, y segundo mejor reboteador tras Tom Boerwinkle, con 9,4 rebotes.
Durante las tres temporadas siguientes se convirtió en uno de los puntales del equipo, junto a Artis Gilmore, llegando a promediar en la 77-78 18,3 puntos y 9,1 rebotes por partido, el tope de su carrera hasta ese momento. En 1979 se convierte en agente libre, fichando por los Indiana Pacers, recibiendo los Bulls como compensación a Ricky Sobers. Allí juega una temporada, donde mejora incluso su aportación ofensiva, llegando a los 19,1 puntos por partido, a los que añade 8,3 rebotes y 4,2 asistencias.
Al año siguiente es traspasado a Milwaukee Bucks a cambio de George Johnson y una ronda del draft. Allí se reparte los minutos de juego con Junior Bridgeman durante dos temporadas, promediando en la segunda de ellas 12,9 puntos y 6,0 rebotes por partido. Poco después de dar comienzo la temporada 1982-83 es traspasado, junto con los derechos sobre Fred Roberts, a New Jersey Nets, a cambio de Phil Ford y una futura ronda del draft, quienes meses más tarde lo traspasarían a Golden State Warriors junto con Sleepy Floyd a cambio de Micheal Ray Richardson.
Ya con 31 años, continúa teniendo muchos minutos en pista, aunque ya saliendo desde el banquillo. En su primera temporada completa con los Warriors promedió 13,6 puntos y 6,6 rebotes por partido. Jugaría una temporada más en el equipo californiano, hasta que en 1985 es enviado de vuelta a los Nets a cambio de una futura tercera ronda del draft de la NBA de 1986, donde jugaría su último año como profesional.

## Estadísticas de su carrera en la NBA

### Temporada regular
| Temporada | Edad | Equipo                | Liga | P   | TIT | MIN  | TC  | TCA  | %TC  | 3P  | 3PA | %3P  | TL  | TLA | %TL  | R.OF. | R.DEF. | REB  | ASIS | ROB | TAP | PER | FP  | PTS  |
| 1974-75   | 22   | Chicago Bulls         | NBA  | 38  |     | 7.7  | 1.4 | 3.1  | .449 |     |     |      | 1.0 | 1.5 | .638 | 0.8   | 1.6    | 2.5  | 0.5  | 0.3 | 0.3 |     | 1.5 | 3.8  |
| 1975-76   | 23   | Chicago Bulls         | NBA  | 81  |     | 29.5 | 5.9 | 12.8 | .463 |     |     |      | 3.5 | 4.4 | .786 | 3.4   | 5.9    | 9.4  | 1.6  | 1.1 | 0.8 |     | 3.6 | 15.3 |
| 1976-77   | 24   | Chicago Bulls         | NBA  | 81  |     | 35.1 | 6.6 | 14.9 | .446 |     |     |      | 4.0 | 5.0 | .796 | 3.7   | 6.6    | 10.2 | 2.4  | 1.3 | 0.8 |     | 3.9 | 17.3 |
| 1977-78   | 25   | Chicago Bulls         | NBA  | 81  |     | 35.4 | 6.9 | 15.0 | .462 |     |     |      | 4.5 | 5.5 | .812 | 2.7   | 6.4    | 9.1  | 3.3  | 1.1 | 0.8 | 3.3 | 3.9 | 18.3 |
| 1978-79   | 26   | Chicago Bulls         | NBA  | 82  |     | 31.6 | 6.0 | 13.5 | .449 |     |     |      | 3.3 | 4.0 | .830 | 2.4   | 5.3    | 7.6  | 4.6  | 1.1 | 0.7 | 3.8 | 3.5 | 15.4 |
| 1979-80   | 27   | Indiana Pacers        | NBA  | 82  |     | 32.3 | 7.2 | 15.5 | .463 | 0.1 | 0.4 | .156 | 4.7 | 5.9 | .799 | 3.1   | 5.2    | 8.3  | 4.2  | 1.9 | 1.4 | 3.5 | 3.5 | 19.1 |
| 1980-81   | 28   | Milwaukee Bucks       | NBA  | 82  |     | 25.8 | 4.6 | 10.3 | .448 | 0.0 | 0.2 | .167 | 3.2 | 4.0 | .789 | 2.2   | 4.4    | 6.6  | 3.5  | 1.1 | 0.9 | 2.8 | 3.1 | 12.5 |
| 1981-82   | 29   | Milwaukee Bucks       | NBA  | 76  | 71  | 25.4 | 4.9 | 10.0 | .491 | 0.0 | 0.1 | .143 | 3.1 | 3.8 | .801 | 1.8   | 4.2    | 6.0  | 2.8  | 0.9 | 0.6 | 2.5 | 3.2 | 12.9 |
| 1982-83   | 30   | TOTAL                 | NBA  | 78  | 16  | 26.3 | 5.0 | 11.8 | .425 | 0.0 | 0.5 | .083 | 4.0 | 4.9 | .821 | 2.1   | 4.2    | 6.3  | 3.3  | 1.1 | 0.6 | 3.1 | 3.7 | 14.1 |
| 1982-83   | 30   | Milwaukee Bucks       | NBA  | 6   | 0   | 25.5 | 5.0 | 11.0 | .455 | 0.0 | 0.3 | .000 | 1.2 | 1.5 | .778 | 1.5   | 2.7    | 4.2  | 1.8  | 0.2 | 0.3 | 2.0 | 3.7 | 11.2 |
| 1982-83   | 30   | New Jersey Nets       | NBA  | 42  | 7   | 23.8 | 4.7 | 11.8 | .401 | 0.0 | 0.4 | .118 | 3.9 | 4.8 | .816 | 1.6   | 3.8    | 5.3  | 3.4  | 1.3 | 0.5 | 2.9 | 3.2 | 13.4 |
| 1982-83   | 30   | Golden State Warriors | NBA  | 30  | 9   | 30.0 | 5.4 | 12.0 | .451 | 0.0 | 0.6 | .059 | 4.7 | 5.7 | .829 | 2.9   | 5.2    | 8.2  | 3.3  | 0.8 | 0.8 | 3.5 | 4.4 | 15.5 |
| 1983-84   | 31   | Golden State Warriors | NBA  | 78  | 25  | 27.2 | 4.6 | 10.9 | .421 | 0.1 | 0.4 | .172 | 4.3 | 5.5 | .785 | 2.5   | 4.1    | 6.6  | 2.8  | 1.3 | 0.4 | 2.8 | 3.7 | 13.6 |
| 1984-85   | 32   | Golden State Warriors | NBA  | 66  | 9   | 23.7 | 4.6 | 10.8 | .426 | 0.1 | 0.5 | .233 | 3.9 | 4.8 | .823 | 2.3   | 3.7    | 6.0  | 2.3  | 1.1 | 0.5 | 2.2 | 3.3 | 13.3 |
| 1985-86   | 33   | New Jersey Nets       | NBA  | 79  | 4   | 19.9 | 2.7 | 6.4  | .422 | 0.1 | 0.3 | .208 | 2.3 | 2.9 | .785 | 1.2   | 3.0    | 4.2  | 2.7  | 0.8 | 0.3 | 2.1 | 3.1 | 7.8  |
| Total     |      |                       | NBA  | 904 | 125 | 27.7 | 5.2 | 11.7 | .449 | 0.1 | 0.3 | .165 | 3.6 | 4.5 | .800 | 2.4   | 4.7    | 7.2  | 3.0  | 1.1 | 0.7 | 2.9 | 3.4 | 14.1 |

### Playoffs
| Temporada | Edad | Equipo          | Liga | P  | MIN | TCA | TC  | 3PA | 3P | TLA | TL  | R.OF. | REB | ASIS | ROB | TAP | PER | FP | PTS | %TC  | %3P  | %FT  | MIN  | PTS  | REB  | AST |
| 1974-75   | 22   | Chicago Bulls   | NBA  | 3  | 5   | 1   | 3   |     |    | 0   | 0   | 0     | 0   | 0    | 0   | 1   |     | 2  | 2   | .333 |      |      | 1.7  | 0.7  | 0.0  | 0.0 |
| 1976-77   | 24   | Chicago Bulls   | NBA  | 3  | 124 | 34  | 72  |     |    | 14  | 16  | 14    | 39  | 7    | 5   | 2   |     | 13 | 82  | .472 |      | .875 | 41.3 | 27.3 | 13.0 | 2.3 |
| 1980-81   | 28   | Milwaukee Bucks | NBA  | 7  | 170 | 26  | 65  | 0   | 1  | 30  | 35  | 24    | 47  | 13   | 9   | 6   | 21  | 25 | 82  | .400 | .000 | .857 | 24.3 | 11.7 | 6.7  | 1.9 |
| 1981-82   | 29   | Milwaukee Bucks | NBA  | 6  | 206 | 43  | 75  | 0   | 1  | 33  | 39  | 15    | 32  | 18   | 8   | 4   | 13  | 27 | 119 | .573 | .000 | .846 | 34.3 | 19.8 | 5.3  | 3.0 |
| 1985-86   | 33   | New Jersey Nets | NBA  | 3  | 54  | 5   | 19  | 0   | 2  | 7   | 11  | 2     | 11  | 2    | 2   | 0   | 3   | 7  | 17  | .263 | .000 | .636 | 18.0 | 5.7  | 3.7  | 0.7 |
| Total     |      |                 | NBA  | 22 | 559 | 109 | 234 | 0   | 4  | 84  | 101 | 55    | 129 | 40   | 24  | 13  | 37  | 74 | 302 | .466 | .000 | .832 | 25.4 | 13.7 | 5.9  | 1.8 |